# Shaip Çitaku
Shaip Çitaku, född 18 oktober 1944 i Podujeva i Jugoslavien, är en albansk konstnär och grafiker. Han tog sin första examen 1977 vid Kosovos akademi i figurativ konst i Pristina och fortsatte sina studier vid Belgrads konstakademi, där han 1980 erhöll en masters degree. Çitaku har ställt ut i flera städer i det forna Jugoslavien samt i Australien. I dag är han främst känd för sina etsningar.